# Буравская, Ксения Александровна
Ксения Буравская (род. 29 сентября 1977, Москва) — российская актриса.

## Биография
Родилась в Москве. С родителями переехала во Францию, а в 16 лет с отцом (режиссёром и драматургом Александром Буравским) — в США. В Нью-Йорке окончилa Институт театра и кино Ли Страсберга и Студию Уильяма Эспера.
Начала сниматься в США, но затем вернулась в Россию. Одна из первых ролей в телесериале «Хиромант», также сыграла роли в телесериалах «Дорогая Маша Березина», «Холостяки», «Атлантида», «История летчика», «Точка кипения» и других. Сыграла роль Майи в российском фильме «Мороз по коже» (на роль была приглашена как говорящая по-английски актриса). Снималась преимущественно в России, хотя также играла в американских и французских фильмах. Необычным стало участие в ленте 2016 года «Коллектор», где, как отметил режиссёр Алексей Красовский, Буравская сыграла на съёмочной площадке почти всех персонажей, и лишь потом на её игру были наложены голоса других актёров.
Вторым домом наряду с Москвой считает Францию. Разведена, имеет сына.

## Фильмография
- 1999 — Скоро[англ.] (США)
- 2002 — Русские в городе ангелов (т/с) — Надя
- 2004 — Дорогая Маша Березина (т/с) — Ника Никитина
- 2004 — Холостяки (т/с) — Дина
- 2005 — Хиромант (т/с) — Екатерина Леонидовна Певцова, девушка Сергея
- 2006 — Парижане (т/с) — Люсьен Кострова
- 2006 — Билет в гарем (т/с) — Катя
- 2006 — Из пламя и света — Надя Верзилина
- 2006 — Ночной экспресс — девушка
- 2006 — Русское средство — Кэт Дубовски
- 2007 — Заражение (США) — Ирина Тельник
- 2007 — Мороз по коже — Майя
- 2007 — Ленинград — Клэр Бишоп
- 2007 — Атлантида (т/с) — Ольга
- 2008 — Непрощённые — Дина
- 2008 — Хиромант 2. Линии судеб (т/с) — Екатерина Леонидовна Рябинина, жена Сергея
- 2009 — История лётчика (т/с) — Лиза
- 2010 — 45 см
- 2010 — Красная ртуть (Россия/Эстония) — Тайра
- 2010 — Классные мужики (т/с) — Алина Шумская
- 2010 — Точка кипения (т/с) — Полина Штолле
- 2010 — Парижские связи (Великобритания) — Катерина
- 2011 — Откройте, это я — Тоня
- 2011 — Выпить море[фр.] (Франция) — Елена
- 2012 — Мамы
- 2013 — Дублёр — Света, жена Успенского
- 2013 — Берега (т/с) — жена начальника заставы
- 2013 — Джо (т/с) (Франция) — Marie-Eve Lambert
- 2015 — Без права на второй шанс[фр.] (т/с) (Франция)
- 2015 — Королева красоты (т/с) — Галя, жена Валерия
- 2016 — Сын моего отца (т/с)
- 2016 — Коллектор — Наталья (голос)
- 2017 — Трое в лабиринте (Россия/Украина) — Регина
- 2021 — Подарок (т/с) — Маргарита, жена Сергея